# Tipula algonquin
Tipula algonquin är en tvåvingeart som beskrevs av Alexander 1915. Tipula algonquin ingår i släktet Tipula och familjen storharkrankar. Inga underarter finns listade i Catalogue of Life.